# Jack Ryan (serie de televisión)
Jack Ryan (también conocida como "Tom Clancy's Jack Ryan") es una serie de televisión web de suspense de acción política estadounidense. Está basada en personajes de la ficción Ryanverse creada por Carlton Cuse y Graham Roland, a partir de los personajes creados por el escritor Tom Clancy. Se estrenó oficialmente el 31 de agosto de 2018 en Amazon Prime Vídeo. 
En abril de 2019, Amazon renovó la serie para su segunda temporada que se estrenó el 31 de octubre de 2019. En febrero de 2020, Amazon renovó la serie para una tercera temporada.

## Historia
La serie sigue a Jack Ryan, que en la primera temporada es un destacado analista de la CIA que es asignado a una peligrosa acción de campo por primera vez. Conforme Ryan va investigando, pronto descubre un patrón de comunicación terrorista que lo pone en el centro de un peligroso juego con una nueva clase de terrorismo, que amenaza con la destrucción a escala global.
En la segunda temporada debe rastrear un envío potencialmente sospechoso de armas ilegales en la jungla venezolana, sus acciones amenazan con descubrir una conspiración de gran alcance, que lo lleva a él y a sus compañeros operativos en una misión que abarca todo el mundo.
En la tercera temporada, Jack investiga un complot para recrear la antigua Unión Soviética detonando una bomba nuclear táctica imposible de rastrear en un país del antiguo Bloque del Este.
En la cuarta temporada, Jack, ahora subdirector interino de la CIA, se enfrenta su misión más peligrosa hasta el momento, que involucra a un enemigo que opera tanto en los Estados Unidos como en otros lugares. El problema comienza después de que empiece a investigar unos rumores de corrupción interna, durante los cuales él y sus asociados de confianza descubren evidencias de una alianza entre un cartel de la droga y una organización terrorista.

## Personajes

### Personajes principales
- John Krasinski como Jack Ryan, un ex oficial Marina estadounidense y veterano de Afganistán que trabaja como analista financiero para la Agencia Central de Inteligencia (CIA), específicamente la Agencia de Financiamiento del Terrorismo y División de Armas (T-FAD) dependiente del Centro Contraterrorismo (CTC); Posteriormente fue ascendido a director del T-FAD. En la temporada 3, Jack está trabajando en el campo como oficial de inteligencia de operaciones de la CIA. Se dice que la interpretación de Krasinski del personaje está inspirada en la representación de Harrison Ford en Juego de patriotas y  Peligro claro y presente. El director y productor ejecutivo Daniel Sackheim dijo: "Lo bueno de las películas de Harrison Ford fue que trataban sobre un héroe común y corriente. Era un tipo que no era un superhéroe. Era heroico, pero vulnerable. No lo era". "No tengo miedo de tener miedo. Era un hombre normal y un héroe".[2]
- Wendell Pierce como James Greer El jefe de Ryan en T-FAD, un musulmán no practicante y exjefe de estación de la CIA en Karachi; Más tarde fue ascendido a subjefe de estación en Moscú, y luego [¿cuándo?] reasignado a Venezuela a pedido.[3]
- Abbie Cornish como Cathy Muller (temporadas 1 y 4), el interés amoroso de Ryan y médica especializada en enfermedades infecciosas.[4]
- John Hoogenakker como Matice (también conocido como "Garth" y Jeff, temporada 2, temporada 1 recurrente), un destacado operativo de operaciones encubiertas de la CIA Centro de actividades especiales[5]

### Temporada Uno
- Mena Massoud como Tarek Kassar (temporada 1), el colega de Ryan.[6]
- Victor Slezak como Joe Mueller, el padre de Cathy (temporada 1)[7]
- Timothy Hutton como Nathan Singer (temporada 1), subdirector de operaciones de la CIA.[8]
- Al Sapienza como el teniente general Marcus Trent (temporada 1), Secretario de Defensa.[9]
- Marie-Josée Croze como Sandrine Arnaud (temporada 1), una oficial de la Inteligencia Francesa.[10]
- Ali Suliman como Mousa bin Suleiman (temporada 1), un terrorista islámico francés nacido en Líbano experto en finanzas que se radicaliza después de graduarse de Dauphine (Universidad París Dauphine) y busca establecer un califato islámico unificado contra Occidente con su hermano Ali.
- Haaz Sleiman como Ali bin Suleiman (temporada 1), el hermano menor de Suleiman.
- Dina Shihabi como Hanin Ali (temporada 1), la esposa de Suleiman.
- Kenny Wong como Danny (temporada 1), asistente de Singer.
- Ron Canada como Bobby Vig (temporada 1), Director de Inteligencia Nacional.
- Goran Kostić como Ansore Dudayev (temporada 1).
- Amir El-Masry como Ibrahim (temporada 1), el miembro más confiable de la secta de Suleiman.
- Zarif Kabier como Jabir (temporada 1).
- Karim Zein como Samir (temporada 1), hijo de Suleiman y Hanin.
- Nadia Affolter como Sara (temporada 1), la hija mayor de Suleiman y Hanin.
- Arpy Ayvazian como Rama (temporada 1), la hija menor de Suleiman y Hanin.
- Eileen Li como Noreen Yang (temporada 1), colega de Ryan.
- Mena Massoud como Tarek Kassar (temporada 1), colega de Ryan.
- Zarif Kabier como Jabir (temporada 1).
- Kamel Labroudi como Yazid (temporada 1).
- Shadi Janho como Amer (temporada 1).
- Victoria Sanchez como Layla Navarro (temporada 1), colega de Ryan.
- Matt McCoy como el Dr. Daniel Nadler (temporada 1), líder del contingente de médicos rehenes de Médicos Sin Fronteras
- Chadi Alhelou como Fathi (temporada 1), el tío de Hanin.
- Stéphane Krau como el teniente Bruno Cluzet (temporada 1).
- Jenny Raven como la Dra. Yen (temporada 1).
- Cynthia Preston como Blanche Dubois (temporada 1).
- Lee Tergesen como Stanley Kowalski (temporada 1).
- Yani Marin como Ava García (temporada 1), compañera piloto de drones de Víctor.
- Jonathan Bailey como Lance Miller (temporada 1).
- Natalie Brown como Rebecca (temporada 1).
- Blair Brown como Sue Joyce (temporada 1), Directora de la CIA.
- Ron Canada como Bobby Vig (temporada 1), Director de Inteligencia Nacional.
- Michael Gaston como U.S. Presidente Andrew Pickett (temporada 1).
- Julianne Jain como Marabel (temporada 1).
- Youness Benzakour como Ismail Ahmadi (temporada 1).
- John Robinson como Buster (temporada 1).
- Conrad Coates como el coronel Robert Phelps (temporada 1).
- Karen LeBlanc como Kalie Horn (temporada 1).
- Jonathan Potts como el Dr. Roger Wade (temporada 1).

### Temporada Dos
- Benito Martinez como el senador Jim Moreno (temporada 2).
- Tom Wlaschiha como Max Schenkel (temporada 2), un asesino a sueldo, ex oficial del Fuerzas especiales alemanas y del BND.
- Noomi Rapace como Harriet "Harry" Baumann (temporada 2), una agente del Servicio Federal de Inteligencia (BND) alemán que rastrea a su ex asociado Max Schenkel en Venezuela.
- Jordi Mollà como Nicolás Reyes (temporada 2), presidente de Venezuela.
- Francisco Denis como Miguel Ubarri (temporada 2), principal asesor del presidente Reyes y amigo de la infancia, un general preocupado.
- Cristina Umaña como Gloria Bonalde (temporada 2), la principal contendiente en las próximas elecciones presidenciales venezolanas y esposa del desaparecido Ministro del Interior y Justicia.
- Jovan Adepo como Marcus Bishop (temporada 2), un tripulante especial retirado de la Marina de los EE. UU. que ahora repara barcos, reclutado a regañadientes para volver a la acción con distintivo de llamada "Uber (Seleccionar)".
- Susan Misner como Embajadora de Estados Unidos en Venezuela Lisa Calabrese (temporada 2).
- Michael Kelly como Mike November (temporadas 2 a 4), jefe de estación de la CIA en Venezuela, dos veces divorciado de la embajadora de Estados Unidos en Venezuela, Lisa Calabrese.
- Frank Whaley como Carter Estes (temporada 2).
- William Jackson Harper como Xander (temporada 2), un especialista en informática de la CIA.
- Allan Hawco como Coyote (temporada 2).
- Arnold Vosloo como Jost Van Der Byl (temporada 2), un traficante de armas sudafricano.

### Temporada Tres
- Betty Gabriel como Elizabeth Wright (temporadas 3 y 4), jefa de la estación de la CIA en Roma y superior de Jack;[11]posteriormente promovida a directora de la CIA.
- James Cosmo como Luka Goncharov (temporada 3).[11]
- Peter Guinness como Petr Kovac (temporada 3).[11]
- Nina Hoss como Alena Kovac (temporada 3), presidenta de la República Checa.[11]
- Alexej Manvelov como Alexei Petrov (temporada 3), Ministro de Defensa de la Federación Rusa.[11]
- Mikhail Safronov como Surikov (temporada 3), presidente de Rusia.
- Adam Vacula como Radek Breza (temporada 3), guardaespaldas del presidente Kovac.
- Anton Pampushnyy como Konstantin Vyatkin (temporada 3), agente del GRU.
- John Schwab como el director de la CIA Thomas Miller (temporadas 3 y 4)
- David Bedella como el presidente estadounidense Charles Bachler (temporada 3-4)

### Temporada Cuatro
- Michael Peña como Domingo Chávez, un ex Navy SEAL y un alto operativo de la CIA en el SAC/SOG (temporada 4).[12]
- Okieriete Onaodowan como Adebayo 'Ade' Osoji (temporada 4).
- Louis Ozawa Changchien como Chao Fah Sien (temporada 4), jefe de operaciones de Silver Lotus Triad.
- Zuleikha Robinson como Zeyara Lemos (temporada 4).
- Derek Cecil como el senador Henshaw (temporada 4)
- Michael McElhatton como Bill Tuttle (temporada 4)

## Episodios
| Temporada | Temporada | Episodios | Emisión original        | Emisión original        |
| Temporada | Temporada | Episodios | Inicio                  | Final                   |
| --------- | --------- | --------- | ----------------------- | ----------------------- |
|           | 1         | 8         | 31 de agosto de 2018    | 31 de agosto de 2018    |
|           | 2         | 8         | 31 de octubre de 2019   | 31 de octubre de 2019   |
|           | 3         | 8         | 21 de diciembre de 2022 | 21 de diciembre de 2022 |
|           | 4         | 6         | 30 de junio de 2023     | 14 de julio de 2023     |

### Temporada 1 (2018)
| N.º en serie | N.º en temp. | Título               | Dirigido por    | Escrito por                  | Fecha de emisión original |
| --- | ------------ | -------------------- | --------------- | ---------------------------- | ------------------------- |
| 1 | 1            | «Pilot»              | Morten Tyldum   | Carlton Cuse y Graham Roland | 31 de agosto de 2018      |
| El analista financiero de bajo nivel de la CIA, Jack Ryan, llega a creer que nueve millones de dólares en transacciones financieras inusuales están relacionados con un nuevo terrorista Yemen llamado Suleiman. Jack se encuentra con la doctora Cathy Mueller en una función social antes de ser recogido en helicóptero y luego llevado en avión a Yemen por James Greer, su nuevo jefe en la División de Terrorismo, Finanzas y Armas (T-FAD) de la CIA. El hombre aparentemente responsable de los pagos y su supuesto guardaespaldas están siendo interrogados cuando la base estadounidense es atacada por rebeldes/milicias. Luego, los atacantes rescatan al guardaespaldas, y Jack herido se da cuenta de que es Suleiman.                                                                                                   |              |                      |                 |                              |                           |
| 2 | 2            | «Conexión Francesa»  | Daniel Sackheim | Carlton Cuse y Graham Roland | 31 de agosto de 2018      |
| Jack se reencuentra con Cathy y la esposa de Suleiman, Hanin, está preocupada por los terroristas armados que ha traído a su casa. Jack y Greer descubren que su objetivo es Mousa Bin Suleiman, un ciudadano francés. Sus registros telefónicos los llevan a un apartamento en las afueras de París, donde el hermano de Suleiman, Ali, está transfiriendo fondos. Jack y Greer acompañan a la Inteligencia francesa en su redada, pero Ali herido logra escapar en medio del tiroteo que sigue, que termina con agentes de policía franceses disparando a una mujer que llevaba un chaleco antibalas mientras ella pide ayuda, provocando una explosión. |              |                      |                 |                              |                           |
| 3 | 3            | «Black 22»           | Patricia Riggen | Carlton Cuse y Graham Roland | 31 de agosto de 2018      |
| En busca de Ali, Jack y Greer descubren que él viaja a un punto de encuentro en el sur de Francia. Hanin escapa con sus hijas, pero Suleiman envía hombres tras ella. Uno mata al otro e intenta violar a Hanin. Mientras tanto, Víctor, un piloto de drones estadounidense con base en Las Vegas, lucha con su conciencia; Más tarde salva a Hanin de su atacante con un ataque con drones no autorizado. |              |                      |                 |                              |                           |
| 4 | 4            | «El Lobo»            | Daniel Sackheim | Carlton Cuse y Graham Roland | 31 de agosto de 2018      |
| Suleiman inicia una insurrección dentro de Estado Islámico de Irak y el Levante y encarcela a su líder, consolidando el control de la organización y tomando el control de 12 médicos rehenes de Médicos Sin Fronteras. Jack y la oficial de inteligencia francesa Sandrine Arnaud rastrean a Ali hasta una gasolinera remota; Sandrine muere en un tiroteo con Ali, a quien Jack dispara y mata en defensa propia. Mientras tanto, la célula terrorista de Suleiman en París organiza un ataque con gas sarín en el funeral de un conocido sacerdote francés. |              |                      |                 |                              |                           |
| 5 | 5            | «El Fin del Honor»   | Patricia Riggen | Carlton Cuse y Graham Roland | 31 de agosto de 2018      |
| Hanin solicita asilo político para ella y sus hijas en un campo de refugiados en Turquía, nombrando a Suleiman como su marido y atrayendo la atención de la CIA. A raíz del ataque a la iglesia de París, Jack logra ponerse en contacto con Suleiman utilizando el tablero de mensajes de un videojuego, haciéndose pasar por Ali. Suleiman detecta la artimaña, pero Jack confirma que Hanin efectivamente ha dejado a su marido y le dice a Suleiman que Ali está muerto. Jack y Greer se dirigen a Turquía para sacar a Hanin y a las niñas, pero ella le ha pagado a alguien para que las lleve de contrabando desde el campamento a la costa. |              |                      |                 |                              |                           |
| 6 | 6            | «Recursos y Métodos» | Carlton Cuse    | Carlton Cuse y Graham Roland | 31 de agosto de 2018      |
| Jack y Greer, con la ayuda de un traficante sexual turco, rastrean a Hanin y sus hijas hasta la costa turca, donde el hombre de confianza de Suleiman también persigue a las mujeres. Greer revela que fue PNG de Karachi porque había matado a su activo, un oficial del ejército paquistaní, que iba a entregarlo a las autoridades para que lo torturaran y lo mataran. Mientras tanto, Víctor se entera de que uno de sus objetivos "terroristas" había sido identificado erróneamente y viaja a Siria para hacer las paces con la familia. Cathy investiga a un hombre infectado con una cepa del virus del Ébola que se creía erradicada. Se revela que seis meses antes en Liberia, Suleiman y Ali habían desenterrado el cuerpo de una persona que murió por la misma cepa.                                                    |              |                      |                 |                              |                           |
| 7 | 7            | «El niño»            | Patricia Riggen | Carlton Cuse y Graham Roland | 31 de agosto de 2018      |
| A Cathy le preguntan sobre su informe sobre el ébola y se enfada al descubrir que Jack trabaja para la CIA. Mientras tanto, los funcionarios de la CIA debaten si capturar a Suleiman o matarlo en un ataque aéreo. Jack y Greer intentan convencer a sus superiores de que realicen un asalto terrestre encubierto para hacer lo primero, además de extraer al hijo de Hanin, Samir. La CIA se entera de la existencia de los médicos rehenes y el presidente estadounidense Pickett aprueba la misión. Las fuerzas del JSOC asaltan el complejo pero no encuentran señales de Suleiman; en cambio, localizan y rescatan a los médicos. Cuando uno de ellos, el Dr. Daniel Nadler, es recibido por su viejo amigo Pickett, Jack y Greer se dan cuenta de que los médicos han sido infectados intencionalmente con el virus del Ébola. |              |                      |                 |                              |                           |
| 8 | 8            | «Inshallah»          | Daniel Sackheim | Carlton Cuse y Graham Roland | 31 de agosto de 2018      |
| Pickett, así como otros funcionarios gubernamentales de alto rango, están en cuarentena por exposición al ébola. Suleiman llega al país con Samir para llevar a cabo otro ataque, esta vez una liberación de cesio en el sistema de ventilación del Washington Memorial Hospital, con la intención de matar a Pickett y someter a Estados Unidos en el caos. Jack y Greer advierten al Servicio Secreto, y Jack persigue a Suleiman hasta una estación de tren cercana y lo mata antes de que pueda activar el dispositivo de forma remota. Jack y Greer devuelven a Samir a Hanin. Por detener el ataque terrorista, Greer es ascendido a jefe de estación adjunto en Moscú, y Jack lo reemplaza como jefe de T-FAD. |              |                      |                 |                              |                           |

### Temporada 2 (2019)
| N.º en serie | N.º en temp. | Título               | Dirigido por     | Escrito por                     | Fecha de emisión original |
| --- | ------------ | -------------------- | ---------------- | ------------------------------- | ------------------------- |
| 9 | 1            | «Cargo»              | Phil Abraham     | Carlton Cuse y Graham Roland    | 31 de octubre de 2019     |
| Jack Ryan busca la verdad detrás de las transacciones de Venezuela con varias potencias mundiales. James Greer se entera de un satélite lanzado desde un contacto en Moscú. Greer sufre una enfermedad cardíaca y lo amenazan con limitarlo a un escritorio. Greer solicita un cambio de estación a Venezuela para poder seguir el barco desde donde se lanzó el satélite. Mientras tanto, Jack y el senador Jamie Moreno se reúnen con el presidente Nicolás Reyes en Venezuela para discutir lo que Estados Unidos cree que es un cargamento de armas nucleares que está escondido en la jungla de Venezuela. El presidente niega toda implicación. Se contrata a un asesino llamado Max Schenkel para acabar con Jack y el senador Moreno. Greer se reúne con Ryan y el senador Moreno y Greer revela que el barco que está investigando también es el que Ryan cree que envió armas nucleares. Ryan se acuesta con una mujer que pone micrófonos en su habitación y se revela que es una espía alemana. Al día siguiente, cuando Ryan y Moreno tienen previsto volar a casa, el equipo de seguridad que los acompaña se desvía del rumbo directo. El convoy estadounidense sufre una emboscada y Moreno es asesinado por Max, pero la policía llega antes de que Ryan pueda resultar herido. El jefe del equipo de seguridad que fue pagado regresa a casa y encuentra a su familia asesinada y escapa de un posible asesino cuando su perro le salva la vida. El episodio termina con Jack llamando a la esposa del senador Moreno y tratando de informarle de su muerte. |              |                      |                  |                                 |                           |
| 10 | 2            | «Tertia Optio»       | Phil Abraham     | Carlton Cuse y Graham Roland    | 31 de octubre de 2019     |
| Jack recibe permiso del senador Chapin para permanecer en Venezuela. El jefe de seguridad se presenta en la embajada estadounidense y es interrogado por Ryan, Greer y Mike November, el jefe de la estación en Venezuela. Él revela que alguien le pagó dinero para cambiar el curso del equipo de seguridad. El presidente Reyes niega su participación en los acontecimientos que mantienen a Jack en el país. Mientras tanto, Jack y Harriet se unen para seguir una pista que podría crear disensión dentro de las filas. |              |                      |                  |                                 |                           |
| 11 | 3            | «Orinoco»            | Andrew Bernstein | David Graziano y Annie Jacobsen | 31 de octubre de 2019     |
| El equipo de Actividades Especiales de Estados Unidos aterriza en Venezuela, donde la información de Jack los lleva a un recinto custodiado por la milicia. En lo profundo de la jungla, la búsqueda de respuestas de Jack pone a todo el equipo en peligro. La oponente del presidente Reyes, Gloria Bonalde, demuestra ser una verdadera contendiente en las próximas elecciones. |              |                      |                  |                                 |                           |
| 12 | 4            | «Vestido para matar» | Andrew Bernstein | Graham Roland y Nolan Dunbar    | 31 de octubre de 2019     |
| Relevado de su deber en Venezuela, Jack sigue un nuevo rastro hasta Londres y busca la ayuda del MI5, sólo para descubrir que el hombre que busca también lo persigue a él. Mientras tanto, Reyes visita a Gloria Bonalde y le ofrece ser Ministra del Interior y de Justicia, así como su sucesora en las próximas elecciones presidenciales dentro de 6 años, pero a cambio Gloria debe retirar su candidatura de las elecciones de este año. Ryan, con la ayuda del MI-5 y el agente de inteligencia alemán Harry Baumann, organiza una emboscada para capturar a Max Schenkel, pero la trampa no funciona y Jack tiene que perseguir a Max por los tejados de Londres, quien logra escapar. En la última escena, Schenkel mira las grabaciones de su cámara, en las que ve el rostro de Ryan, así como el de su ex colega y amante Harry. |              |                      |                  |                                 |                           |
| 13 | 5            | «Oro azul»           | Dennie Gordon    | Vince Calandra y Annie Jacobsen | 31 de octubre de 2019     |
| Usando a la hija de Max como cebo, Jack y Harry convencen a Max para que se reúna cara a cara. En la reunión, Harry mata a Max de un disparo en la cabeza. Varado en la jungla, Marcus se topa con un campo de prisioneros. Greer visita a Gloria con la esperanza de establecer una conexión entre Reyes y su marido desaparecido. |              |                      |                  |                                 |                           |
| 14 | 6            | «Persona Non Grata»  | Dennie Gordon    | David Graziano y Daria Polatin  | 31 de octubre de 2019     |
| Reyes acusa a Estados Unidos de alterar las elecciones. La embajada de Estados Unidos es evacuada. Jack, Greer y Mike November deben decidir si siguen órdenes o se desconectan. Los hombres de Reyes persiguen a Matice y a los soldados estadounidenses en la jungla. |              |                      |                  |                                 |                           |
| 15 | 7            | «Dios y Federación»  | Dennie Gordon    | Carlton Cuse y Graham Roland    | 31 de octubre de 2019     |
| Se adelantan las elecciones en Venezuela. Varados en un país hostil, Jack y Mike luchan por sus vidas, mientras Greer es interrogado. La familia Ubarri debe decidir huir o enfrentarse a Reyes. |              |                      |                  |                                 |                           |
| 16 | 8            | «Dictador»           | Andrew Bernstein | Carlton Cuse y Graham Roland    | 31 de octubre de 2019     |
| Jack se dirige al Palacio Presidencial para recuperar a Greer. Cuando se cierran las urnas, estallan violentas protestas fuera del palacio y Jack debe tomar una decisión que podría determinar su futuro. |              |                      |                  |                                 |                           |

### Temporada 3 (2022)
| N.º en serie | N.º en temp. | Título                          | Dirigido por                   | Escrito por            | Fecha de emisión original |
| --- | ------------ | ------------------------------- | ------------------------------ | ---------------------- | ------------------------- |
| 17 | 1            | «Halcón»                        | Jann Turner                    | Vaun Wilmott           | 21 de diciembre de 2022   |
| En 1969, se desactiva un proyecto secreto para desarrollar un arma nuclear, Sokol. Bajo las órdenes de Luka Gocharov, un oficial soviético, todos los científicos del proyecto mueren. En el presente, Jack Ryan se entera de que Sokol ha sido reactivado y se le informa que es posible que ya se haya desarrollado un arma nuclear de 3 megatones. Recibe una propina de una activa, Zoya Ivanova. Con esto, Jack predice que Sokol es parte de un antiguo plan de guerra soviético para sembrar confusión en Europa occidental, que culminará con la detonación de un arma nuclear. A Jack se le envía la ubicación de un barco de carga y organiza un equipo para recuperar lo que sospecha que es el arma. Después de llevar a un equipo al barco, descubre que la carga útil es un científico del proyecto Sokol, Yuri, que está intentando desertar de Rusia. El equipo deja a Jack y Yuri en un punto de reunión en una playa de Grecia, pero rápidamente son emboscados. Gran parte del equipo de extracción muere y Jack y Yuri huyen a Atenas. Jack y Yuri evaden a sus perseguidores, liderados por un espía ruso, Konstantin, pero Yuri muere. Jack escapa y llama a Greer y Elizabeth Wright, la jefa de la estación de Roma. Le informan a Jack que la investigación sobre Sokol está terminando y que debe regresar a Roma, ya que lo buscan por matar accidentalmente a un oficial de policía griego. Jack decide huir y destruye su teléfono. En Praga, la presidenta checa, Alena Kovac, se prepara para reunirse con Popov, el ministro de Defensa ruso. Durante un evento publicitario en un partido de fútbol entre los equipos ruso y checo, Popov es asesinado a tiros. |              |                                 |                                |                        |                           |
| 18 | 2            | «Viejos lugares»                | Jann Turner                    | Amy Berg               | 21 de diciembre de 2022   |
| En 1969, Luka recoge las pertenencias de los científicos del proyecto asesinados y se las devuelve a sus familias. Mientras hace esto, descubre que uno de los científicos no fue a trabajar ese día y ha sobrevivido. En la actualidad, Greer envía dinero subrepticiamente a Jack. Jack tiene un encuentro con Konstantin y huye. Greer y Elizabeth llegan a Atenas para buscar a Jack. Jack se encuentra con Tony, un proxeneta con el que había peleado anteriormente; Tony lo acoge y lo esconde de Konstantin. Radek, el jefe de seguridad de Alena Kovac, se reúne con el asesino de Popov y lo mata; Originalmente había contratado al asesino. Jack se reúne con Mike November en Grecia, donde ahora es contratista privado. Elizabeth revela que sabe que Greer está ayudando a Jack y envía a Greer a Praga para reunirse con Kovac. |              |                                 |                                |                        |                           |
| 19 | 3            | «Corriendo con lobos»           | Jann Turner                    | Jennifer Kennedy       | 21 de diciembre de 2022   |
| Jack y Mike November viajan a Viena para conocer a Zoya Ivanova y aprender sobre Sokol. Mike November y Jack abordan un tren para viajar a Budapest, pero modifican las imágenes de vigilancia para que parezca que se dirigen a Semmering, Austria. En el tren se encuentran con Luka y Konstantin. Konstantin parece estar listo para matar a Jack, pero Luka le dispara inesperadamente y lo mata. Jack descubre que es una facción rusa rebelde, no afiliada al gobierno ruso, la que busca desestabilizar Europa occidental y recuperar la Unión Soviética. Luka explica que está tratando de ayudar a Jack proporcionándole inteligencia para evitar que la facción rebelde tenga éxito. Jack llama a Elizabeth y le cuenta sobre este complot para resucitar la Unión Soviética. En un pabellón de caza checo, Zubkov, Lychkin, Petrov y otros rusos se encuentran con Petr Kovac, el padre de Alena Kovac, y esto insinúa que son miembros de una facción rusa rebelde. Petr Kovac dispara y mata a Lychkin del grupo de caza. En Praga, Greer se reúne con Alena Kovac e investiga el asesinato en el estadio. Alena le dice a Greer que la República Checa comprará misiles tierra-aire, lo cual fue un punto de discordia con el gobierno ruso. |              |                                 |                                |                        |                           |
| 20 | 4            | «El guardián de nuestra muerte» | Jann Turner                    | Dario Scardapane       | 21 de diciembre de 2022   |
| En Budapest, Jack y Mike planean una operación encubierta contra un escurridizo traficante de armas para averiguar el paradero del dispositivo nuclear Sokol, mientras Greer descubre información intrigante y potencialmente incriminatoria sobre Petr Kovac. |              |                                 |                                |                        |                           |
| 21 | 5            | «Druz'ya i Vragi»               | Kevin Dowling                  | Marc Halsey y Amy Berg | 21 de diciembre de 2022   |
| Jack y Mike se dirigen a un misterioso puesto de avanzada abandonado en Rusia para apoderarse del dispositivo nuclear Sokol, pero un visitante inesperado frustra sus planes. Mientras tanto, Petr intenta rescatar a Alena, que ha sido secuestrada por su propio jefe de seguridad, Radek. |              |                                 |                                |                        |                           |
| 22 | 6            | «Fantasmas»                     | Kevin Dowling y David Petrarca | Amy Berg               | 21 de diciembre de 2022   |
| Luka Goncharov se reúne con miembros de una facción rusa rebelde, que están cargando un dispositivo nuclear entregado por Goncharov en un camión. Mientras tanto, Jack y Mike llegan a la embajada de Estados Unidos en Praga y, junto con el embajador estadounidense y Greer, intentan determinar el aeródromo al que llegará el dispositivo nuclear Sokol. El director de la CIA llama a Elizabeth Wright, le informa de su despido y comienza una operación para detener a Jack, para que Ryan y Wright puedan ser llevados ante la justicia. Jack engaña al equipo de captura y, junto con Mike, se entrega a la policía checa. En este momento, desconocidos en Polonia secuestran a la hija y la esposa de Radek, el ex guardaespaldas de la presidenta checa. Jack y Mike se reúnen con el presidente Kovac y le cuentan sobre el plan Sokol de la facción rusa rebelde que entregó un dispositivo nuclear a la República Checa y planea detonarlo. El presidente Kovac convoca una reunión de emergencia y advierte al mando de la OTAN. La base militar de la OTAN ha sido alertada. Ryan descubre que el plan de los rusos no es socavar una base militar sino que su objetivo es un convoy. Jack y Mike siguen al convoy de la OTAN en helicóptero y les advierten de la amenaza. Ryan sugiere un plan imprudente: uno de los vehículos de la OTAN permanece en el túnel, bloqueando el camino, dando tiempo al resto del convoy para partir. Se apagan las luces en el túnel y un camión ruso con armas nucleares choca contra un coche de la OTAN y explota, derribando el túnel junto con la colina. En este momento, Luka Goncharov se reúne con Petr Kovac, en quien reconoce al ex sargento Petr Lebedev, quien en 1969 desobedeció órdenes y desertó. El presidente Kovac se entera de la ubicación de su padre gracias a la esposa de Radek y las fuerzas especiales checas irrumpen en la residencia y matan a los guardias de Petr. Alena Kovac habla con su padre y lo deja morir, mientras Goncharov le da nuevas coordenadas a Ryan. El presidente Kovac, Jack Ryan, Mike November, James Greer y Luka Goncharov vuelan a Moscú. |              |                                 |                                |                        |                           |
| 23 | 7            | «Reglas de Moscú»               | Kevin Dowling y David Petrarca | Dario Scardapane       | 21 de diciembre de 2022   |
| En Moscú, Jack se une a Luka para exponer a los miembros de alto rango de la camarilla del gobierno, que ahora están organizando un plan secreto "Sokol". Luka va a una reunión con el ministro de Defensa ruso, Alexei Petrov, quien va a deshacerse de Luka. Petrov llega a la reunión y Luka logra sacar a relucir el diálogo de tal manera que Petrov con sus propias palabras confirma su implicación en el asesinato de Popov, su participación en la conspiración y su deslealtad al presidente ruso Surikov. Ryan ayuda a Goncharov a escapar, tras lo cual Luka le entrega una grabación de las palabras de Petrov. Mike, Greer y el presidente Kovac se reúnen con la viuda de Popov en Moscú y le permiten escuchar una grabación de la confesión de Petrov. La viuda promete concertar una reunión de Alena Kovac con el presidente Surikov. En este momento, el Presidente Surikov convoca al Consejo de Seguridad Ruso, en el que el ministro de Defensa Petrov recomienda continuar la escalada. Ryan y Goncharov registran la casa del capitán de primer rango Rolan Antonov y encuentran una orden para la introducción de un barco con armas nucleares "Fearless" (en ruso: Бесстрашный) en el Mar Báltico. La orden fue firmada por el ministro de Defensa, Petrov, aunque no tiene esa autoridad. Jack y Luka se dan cuenta de que este es el comienzo de un golpe de Estado y que ese era el propósito del plan Sokol. Ryan informa de esto a la directora de la CIA, Elizabeth Wright, quien pasa esta información al presidente de los Estados Unidos, pero él dice que estos datos no son suficientes. |              |                                 |                                |                        |                           |
| 24 | 8            | «Estrella en la pared»          | Jann Turner                    | Vaun Wilmott           | 21 de diciembre de 2022   |
| Jack, Greer, Wright, Alena y Luka están trabajando juntos para evitar el estallido de la Tercera Guerra Mundial. Luka Goncharov llega en el buque de guerra ruso «Fearless», se deshace de la escolta, pero tiene que entregarse a los guardias de Rolan Antonov. El ministro de Defensa, Petrov, celebra una reunión informal en la que comienza a votar a favor de la destitución del presidente Surikov de la dirección del país. A través de un sistema de túneles subterráneos, Alena Kovac y Mike November ingresan al Kremlin y se reúnen con el presidente ruso Surikov, a quien se le entrega una grabación de audio de la confesión de Petrov sobre su participación en la conspiración. Luka logra persuadir al asistente principal Kagansky para que lo libere. A pesar de la intervención de Jack y Luka, la situación se intensifica hasta convertirse en un pequeño tiroteo entre el «Fearless» y el «USS Roosevelt». Ryan logra evitar que el comandante del «Roosevelt» responda con prontitud al ataque del «Fearless». Goncharov, junto con Kagansky, van al puente y acusan al capitán de primer rango Antonov de dar órdenes ilegales que no fueron aprobadas por el presidente y que podrían iniciar la Tercera Guerra Mundial. Tras destituir a Antonov del mando, el coronel Goncharov se pone en contacto con el comandante del buque de guerra USS «Roosevelt» y alivia completamente la situación. Tras exponer el golpe de Estado, el presidente ruso Surikov ordena el arresto de Petrov y sus cómplices en la máxima dirección del Ministerio de Defensa. Petrov recibió un disparo de la seguridad del Kremlin. El presidente de los Estados Unidos agradece a Elizabeth Wright y luego entabla una conversación telefónica con el presidente Surikov. Una semana después, Elizabeth Wright entrega un premio estatal a Jack Ryan y James Greer, quienes evitaron por poco la guerra. En ese momento, se llevan a Luka y presumiblemente le ordenan que lo maten. |              |                                 |                                |                        |                           |

### Temporada 4 (2023)
| N.º en serie | N.º en temp. | Título               | Dirigido por | Escrito por                             | Fecha de emisión original |
| --- | ------------ | -------------------- | ------------ | --------------------------------------- | ------------------------- |
| 25 | 1            | «Triage»             | Lukas Ettlin | Vaun Wilmott, Aaron Rabin y Steven Kane | 30 de junio de 2023       |
| La nueva directora de la CIA, Elizabeth Wright, y su subdirector en funciones, Jack Ryan, informan al presidente de Estados Unidos que el presidente de Nigeria ha sido asesinado. Más tarde, Jack testifica ante un comité del Senado de los Estados Unidos que la CIA pudo haber estado involucrada en el asesinato, pero ahora es casi imposible probarlo debido a la influencia del ex director de la CIA Miller. El cartel de Márquez ha eliminado a su último competidor directo en México, para asegurar su monopolio sobre el narcotráfico estadounidense. Domingo Chávez, primo de Márquez, es informado por el teniente Marales de la policía federal mexicana que las autoridades consideran que el cartel está debilitado y se están preparando para asaltar el laboratorio del cartel. Chao Fah, representante de una tríada asiática, vuela de Myanmar a México para inspeccionar el laboratorio y reunirse con Márquez para llegar a un acuerdo con el cartel e iniciar las entregas. Visita el laboratorio pero es interrumpido por la redada policial, que despliega armas automáticas. Jack recopila documentación para nueve operaciones misteriosas, pero ni él ni James Greer pueden descifrar el cifrado de archivos de Miller. Ryan y Wright deciden dejar de financiar y cerrar estas operaciones. Chávez entra subrepticiamente a la casa de Jack y exige que restablezca los fondos para las operaciones cerradas en un plazo de 24 horas. |              |                      |              |                                         |                           |
| 26 | 2            | «Convergencia»       | Jann Turner  | Aaron Rabin                             | 30 de junio de 2023       |
| Jack Ryan profundiza en los archivos redactados que dejó el ex director de la CIA, Miller, y descubre operaciones encubiertas dirigidas por Domingo Chávez bajo un programa llamado Plutón. Chávez revela sus vínculos inconscientes con la Tríada del Loto Plateado a través del cartel de Márquez. El episodio destaca la amenaza potencial de una alianza cartel-terrorista en la frontera sur de Estados Unidos. A medida que la investigación de Jack se profundiza, involucra al exagente Mike November y reaviva su relación con la Dra. Cathy Mueller, Miller es encontrado muerto en un suicidio simulado. |              |                      |              |                                         |                           |
| 27 | 3            | «Sacrificios»        | Shana Stein  | Jada M. Nación                          | 07 de julio de 2023       |
| Elizabeth llega a Lagos como enviada de paz de Estados Unidos, con el objetivo de asegurarle al presidente interino de Nigeria, Okoli, que la CIA no estuvo involucrada en el asesinato de su predecesor. La acompaña Ade Osoji, un cabildero petrolero radicado en Estados Unidos, que brinda información sobre el panorama político de Nigeria. Mientras tanto, Jack Ryan, después de renunciar a su puesto de subdirector, forma equipo con Mike November y Domingo Chávez. Su misión los lleva a Yucatán, México, donde apuntan al Cartel de Márquez y a Chao en Myanmar. El trío lleva a cabo una redada en un laboratorio de drogas de un cártel y captura el contrabando de la tríada. Bajo presión, el contacto de Chávez con el cártel revela la ubicación de "el mercado" en Dubrovnik, Croacia, un centro para Márquez y Silver Lotus Triad. Chao, temiendo la traición de la tríada, toma medidas drásticas, destacando la participación de la tríada en la trata de personas y el lavado de dinero. El enfoque sincero de Elizabeth se pone a prueba a medida que se desarrolla la conspiración dentro de la CIA, y Greer enfrenta amenazas a su vida y la de su hijo, enfatizando los sacrificios hechos por los agentes. |              |                      |              |                                         |                           |
| 28 | 4            | «Bethesda»           | Jann Turner  | Robert Port y Aaron Rabin               | 14 de julio de 2023       |
| Jack Ryan, Domingo Chávez y Mike November llegan a Dubrovnik, Croacia. Su objetivo es conectarse con Chao en "The Marketplace", un mercado negro dirigido por Olafsky. Para poder entrar, colaboran con Katarina, una señora de alto nivel, y Zubkov, un traficante de armas ruso de la temporada anterior. Sin embargo, su plan para encontrarse con Chao sale mal. Elizabeth Wright regresa de Lagos, afrontando desafíos políticos y confiando en las decisiones de campo de Jack. James Greer investiga empresas fantasma vinculadas a Miller y se enfrenta a un intento de asesinato por parte de Tuttle, pero sobrevive. Se revela que Zeyara Lemos, una filántropa cercana a Cathy Mueller y Elizabeth Wright, está secretamente alineada con la Tríada del Loto Plateado. Ella encarga a Chao la supervisión de las operaciones en Myanmar. En la fiesta de Olafsky, el equipo descubre "desencadenantes", dispositivos misteriosos con implicaciones que cambiarán el mundo. Después de algunas peleas, escapan con los gatillos. Chao luego les envía coordenadas. |              |                      |              |                                         |                           |
| 29 | 5            | «Wukong»             | Lukas Ettlin | Joe Greskoviak y Aaron Rabin            | 14 de julio de 2023       |
| Jack Ryan, Domingo Chávez y Mike November, utilizando identidades falsas, ingresan a Myanmar siguiendo las coordenadas proporcionadas por Chao. Son recibidos por Chao, quien trabaja encubierto dentro de la operación criminal de Zeyara Lemos. Su misión es frustrar sus planes y ayudar a Chao a escapar con su familia. Zeyara atrae a Cathy Mueller a Myanmar con el pretexto de ayudar humanitaria para distraer a Jack. Con la ayuda de Chao, el equipo se infiltra en el Casino Wukong y coloca explosivos en los gatillos de su bóveda. A medida que se desarrollan los acontecimientos, los planes de Zeyara comienzan a desmoronarse. Mike saca su convoy y Cathy logra escapar del cautiverio. Chao muere mientras su familia escapa con Jack, Mike y Domingo. El episodio concluye con la captura de Jack por las fuerzas de Zeyara. |              |                      |              |                                         |                           |
| 30 | 6            | «Prueba de concepto» | Lukas Ettlin | Aaron Rabin                             | 14 de julio de 2023       |
| Jack Ryan sufre la tortura de Zeyara Lemos, buscando detalles sobre sus planes criminales. Domingo Chávez organiza un rescate, mientras Mike November organiza su fuga. En DC, Elizabeth Wright se convierte en la nueva directora de la CIA y se enfrenta a Ade Osoji, vinculado a los planes de Zeyara. De regreso a Myanmar, después de una intensa tortura, Jack es salvado por Chávez, quien también mata a Zeyara. El equipo descubre el plan de Zeyara para contrabandear bombas a Estados Unidos. Se produce un enfrentamiento fronterizo que conduce a la desactivación de las bombas. El episodio termina con Jack exponiendo los vínculos del senador Henshaw con las operaciones de Zeyara. |              |                      |              |                                         |                           |

## Producción
La serie es una creación del guionista Carlton Cuse y de Graham Roland, en apoyo con "Platinum Dunes" de Michael Bay, "Skydance Media" y "Paramount TV".
El 16 de agosto del 2016 Amazon Studios anunció que había ordenado una serie de 10 episodios para la primera temporada de la serie.
La serie contará con la dirección de Patricia Riggen. El 6 de enero del 2017 se anunció que Morten Tyldum dirigiría el episodio piloto de la serie. En febrero del mismo año se anunció que Daniel Sackheim dirigiría varios episodios de la serie y también participaría como productor ejecutivo.
Contará con los escritores Carlton Cuse, Graham Roland y Daria Polatin basado en los personajes del escritor Tom Clancy.
En la producción contará con Robert F. Phillips y José Luis Escolar, la producción ejecutiva estará a cargo de Michael Bay, Daniel Sackheim, Carlton Cuse, Graham Roland, David Ellison, Andrew Form, Bradley Fuller, Dana Goldberg, Mace Neufeld, Marcy Ross y Lindsey Springer, junto al productor de línea Ahmed Abounouom.
La cinematografía estará bajo el cargo de Richard Rutkowski, mientras que la edición será realizada por Paul Trejo.

### Filmación
Jack Ryan fue filmada en múltiples locaciones. El 10 de mayo de 2017, Krasinski fue visto filmando sus escenas en Washington D. C. Durante los días siguientes, la serie de televisión también se rodó en Maryland, Virginia, Quebec, Londres. Algunas escenas fueron rodadas en París y Chamonix, Francia.
La primera temporada presenta aproximadamente 1.000 tomas de efectos visuales, incluido el bombardeo inicial en el episodio piloto.
La producción de la segunda temporada comenzó a mediados de 2018 en Europa, Sudamérica y Estados Unidos. Los lugares de rodaje incluyeron Bogotá, Colombia (reemplazando a Venezuela), Londres, Moscú y Nueva York.
La producción de la tercera temporada de Jack Ryan comenzó en mayo de 2021, con localizaciones que incluyen Praga y República Checa. La temporada 3 se lanzó en Prime Video en diciembre de 2022.
La producción de la cuarta temporada comenzó en febrero de 2022, con localizaciones que incluyen Dubrovnik, Croacia, las islas de Gran Canaria y Tenerife en España, Los Ángeles, Nueva York y Budapest.

## Futuro
En octubre de 2024, se anunció que se encontraba en desarrollo una película como continuación de la serie, con Andrew Bernstein como director y un guion escrito por Aaron Rabin. John Krasinski y Wendell Pierce retomarán sus papeles como Jack Ryan y James Greer, respectivamente. El estudio entabló negociaciones iniciales con Michael Kelly para que también regresara a su papel en la serie. Krasinski, Allyson Seeger y Andrew Form serán los productores de la cinta. El proyecto será una coproducción entre Amazon MGM Studios, Sunday Night Productions, Paramount Pictures y Skydance Productions. La película fue confirmada como en producción el 19 de febrero de 2025.